# Brugherio
Brugherio est une ville italienne d'environ 35 000 habitants, située dans la province de Monza et de la Brianza, en Lombardie, dans le nord-ouest de l'Italie.

## Administration
| Période                                  | Période      | Identité              | Étiquette     | Qualité |
| ---------------------------------------- | ------------ | --------------------- | ------------- | ------- |
| Les données manquantes sont à compléter. |              |                       |               |         |
| 09 juin 2009                             | 29 mars 2012 | Maurizio Ronchi       | Ligue du Nord |         |
| 30 mars 2012                             | 10 juin 2013 | Maria Carmela Nuzzi   |               |         |
| 10 juin 2013                             | En cours     | Marco Antonio Troiano | Centre gauche | Maire   |

### Hameaux
Baraggia, Dorderio, Moncucco, San Damiano

### Communes limitrophes
Monza, Agrate Brianza, Carugate, Sesto San Giovanni, Cologno Monzese, Cernusco sul Naviglio

## Personnalités nées à Brugherio
- Marcelline Vigano (Mère Marcelline), (1869-1942), religieuse de la congrégation des « Apôtres du Sacré-Cœur de Jésus » fondée par Clelia Merloni.
- Alphonse Beretta (it), (1911-1998), prêtre missionnaire, puis évêque en Inde.
- Franco Brambilla (en), (1923-2003), archevêque, nonce apostolique en Tanzanie (en), en Uruguay (en) et puis en Australie (en).
- Antonio Teruzzi (° 1945), artiste contemporain, peintre.
- Gaia Missaglia (it), (° 1989), une ancienne joueuse de football.
- Claudio Pollastri (° 1952), un écrivain et journaliste italien.

## Jumelages
- Le Puy-en-Velay (France)
- Prešov (Slovaquie)